# Lieuron
Lieuron est une commune française située dans le département d'Ille-et-Vilaine, en région Bretagne.

## Toponymie
La collecte des formes anciennes depuis le XIe siècle permet de percevoir l'évolution du nom du village. En remontant le temps, on trouve successivement Ludron au XIe siècle, Lurron en 1386, Leuron en 1426, Lieuron en 1624, Liuron en 1630.
Erwan Vallerie  dans son Traité de toponymie historique de la Bretagne, An Here, 1995, II, p. 19 ss (sur le devenir du e long) mentionne les formes anciennes et remarque leur incertitude. Même la diphtongue initiale n'est pas constante graphiquement (mais i des mss se confond aisément avec u...). Ph. Jouët estime que "l'écrit Lieuron a pu être influencé par le français écrit  lieu- ; Liuron pourrait-il s'expliquer à partir d'un nom d'homme germanique  liud "peuple" (nombreux composés) avec la désinence romane de NP -one-. Le z écrit témoigne de la spirantisation /δ/ du d avant son amuïssement. Sa persistance par écrit comme d ou z peut s'expliquer par les habitudes des scribes bretons à cette époque. Le vieux-breton liu (bordure) ne paraît pas en cause ; un latin *liber- se serait mieux conservé par écrit." Un *lautrone-, sur un vieux celtique lautro "bain", comme pour Lure dans la Comté (X. Delamarre, Dictionnaire de la langue gauloise) est possible[style à revoir].

## Histoire
Aucun monument mégalithique n'existe plus autour du village. Le contexte archéologique laisse toutefois entrevoir une occupation très ancienne du lieu ; la voie romaine de Rennes à Rieux traversait le territoire de Lieuron du nord-est au sud-ouest et deux établissements gallo-romains (à la Filiais et au Plessis Anger) ont été détectés par les prospecteurs. Le village lui-même était, dès avant 1338, le centre d'une paroisse, détachée à une date inconnue de la grande paroisse primitive d'Anast (aujourd'hui Maure-de-Bretagne). Li(e)uron se trouve dans le pays historique breton, et ancien doyenné (siège à Lohéac), de Lohéac, une section de l'ancien Porhoët dans le grand-pays de Malo (diocèse de Saint-Malo, Br. Bro Malou). (Voir de Barthélemy et de Bourgogne, Anciens évêchés de Bretagne ; Ph. Jouët et K. Delorme, Atlas Historique de la Bretagne).
La commune se fait connaître lors de la soirée du 31 décembre 2020 au 1er janvier 2021, après la médiatisation d'une free party regroupant plus de 2 500 personnes (le triple de la population communale) dans l'irrespect des comportements-barrière, et ce, alors que la France est plongée dans la pandémie de Covid-19.

## Géographie
Lieuron est situé à mi-chemin entre Maure-de-Bretagne et Pipriac, a égale distance entre Rennes et Redon avec accès rapide par la 2x2 voies dans le sens nord-sud, et à 20 min de Guer (Morbihan) et Bain-de-Bretagne dans le sens ouest-est.

### Communes limitrophes
|             | Val-d'Anast | Lohéac        |
| Val-d'Anast | Lieuron     |               |
|             | Pipriac     | Guipry-Messac |

La proximité de l'Atlantique et de la Manche (1h 15) offre de nombreuses possibilités d'excursions. La commune est entourée de nombreux bois et possède un bel étang sur la route de Pipriac.
Elle est traversée par une voie verte qui relie le halage de la Vilaine au département du Morbihan via son réseau de voies douces.
Cette commune rurale continue son développement avec dynamisme grâce au maintien de ses commerces essentiels, une épicerie-bar-tabac-jeux-restaurant, une boulangerie-pâtisserie, une boucherie-charcuterie artisanale en centre-bourg et un bar- restaurant sur la zone artisanale de courbouton près de la 2x2 voies. Sur ce parc d'activité,une petite dizaine d'entreprises sont implantées dont un producteur de foie gras local: la Ferme du Luguen 
La commune possède une médiathèque municipale, ouverte aussi bien pour les enfants que pour les adultes grâce à la diversité de ses œuvres qui propose également de nombreuses activités artistiques et ludiques.
Une école en regroupement pédagogique avec une commune voisine accueille les enfants de 2 jusqu'au collège.
De nombreuses assistantes maternelles sont présentes pour accueillir les petits et un muti-accueils, compétence de Redon-Agglomération propose un accueil collectif.

### Hydrographie
Pour un article plus général, voir Réseau hydrographique d'Ille-et-Vilaine.
La commune est située dans le bassin Loire-Bretagne. Elle est drainée par le Combs, la Beltière, le Tréfineu, le ruisseau de Grumellan, le ruisseau de la Cour neuve et le ruisseau du Bignon,,.
Le Combs, d'une longueur de 22 km, prend sa source dans la commune de Val d'Anast et se jette  dans l'Aff  à Bruc-sur-Aff, après avoir traversé huit communes. 

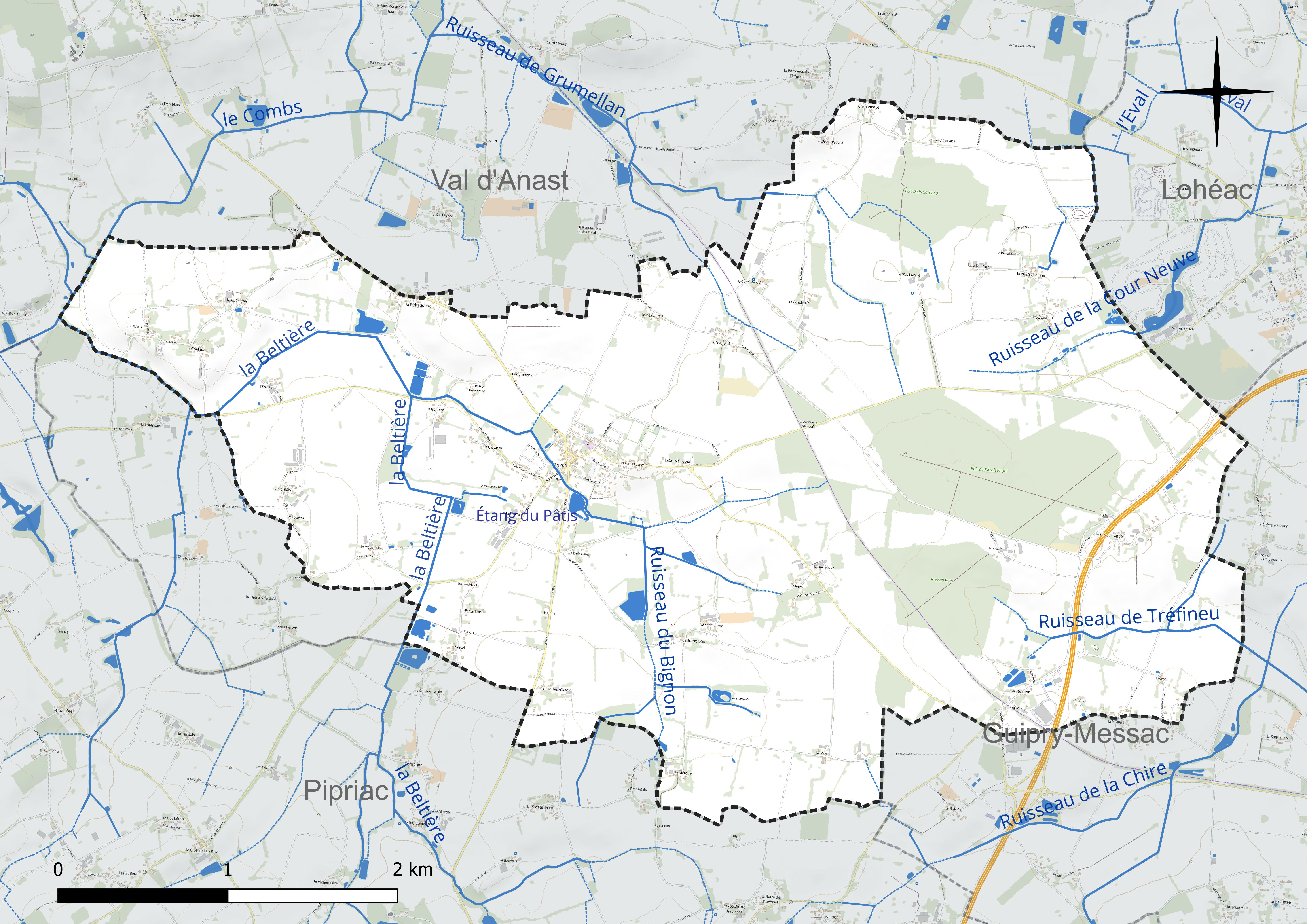
Réseau hydrographique de Lieuron.

Un plan d'eau complète le réseau hydrographique : l'étang du Pâtis (1,01 ha),.

### Climat
Pour des articles plus généraux, voir Climat de la Bretagne et Climat d'Ille-et-Vilaine.
En 2010, le climat de la commune est de type climat océanique franc, selon une étude du CNRS s'appuyant sur une série de données couvrant la période 1971-2000. En 2020, Météo-France publie une typologie des climats de la France métropolitaine dans laquelle la commune est exposée à un climat océanique et est dans la région climatique  Bretagne orientale et méridionale, Pays nantais, Vendée, caractérisée par une faible pluviométrie en été et une bonne insolation. Parallèlement l'observatoire de l'environnement en Bretagne publie en 2020 un zonage climatique de la région Bretagne, s'appuyant sur des données de Météo-France de 2009. La commune est, selon ce zonage, dans la zone « Sud Est », avec des étés relativement chauds et ensoleillés.  
Pour la période 1971-2000, la température annuelle moyenne est de 11,6 °C, avec une amplitude thermique annuelle de 13 °C. Le cumul annuel moyen de précipitations est de 761 mm, avec 12,1 jours de précipitations en janvier et 6,2 jours en juillet. Pour la période 1991-2020, la température moyenne annuelle observée sur la station météorologique la plus proche, située sur la commune de Guer à 14 km à vol d'oiseau, est de 12,3 °C et le cumul annuel moyen de précipitations est de 872,7 mm,. Pour l'avenir, les paramètres climatiques de la commune estimés pour 2050 selon différents scénarios d'émission de gaz à effet de serre sont consultables sur un site dédié publié par Météo-France en novembre 2022.

## Urbanisme

### Typologie
Au 1er janvier 2024, Lieuron est catégorisée commune rurale à habitat dispersé, selon la nouvelle grille communale de densité à sept niveaux définie par l'Insee en 2022.
Elle est située hors unité urbaine. Par ailleurs la commune fait partie de l'aire d'attraction de Rennes, dont elle est une commune de la couronne,. Cette aire, qui regroupe 183 communes, est catégorisée dans les aires de 700 000 habitants ou plus (hors Paris),.

### Occupation des sols
L'occupation des sols de la commune, telle qu'elle ressort de la base de données européenne d'occupation biophysique des sols Corine Land Cover (CLC), est marquée par l'importance des territoires agricoles (88,3 % en 2018), une proportion sensiblement équivalente à celle de 1990 (88,4 %). La répartition détaillée en 2018 est la suivante : 
terres arables (46,4 %), prairies (32 %), zones agricoles hétérogènes (9,8 %), forêts (9,8 %), zones urbanisées (1,9 %), espaces verts artificialisés, non agricoles (0,1 %). L'évolution de l'occupation des sols de la commune et de ses infrastructures peut être observée sur les différentes représentations cartographiques du territoire : la carte de Cassini (XVIIIe siècle), la carte d'état-major (1820-1866) et les cartes ou photos aériennes de l'IGN pour la période actuelle (1950 à aujourd'hui).

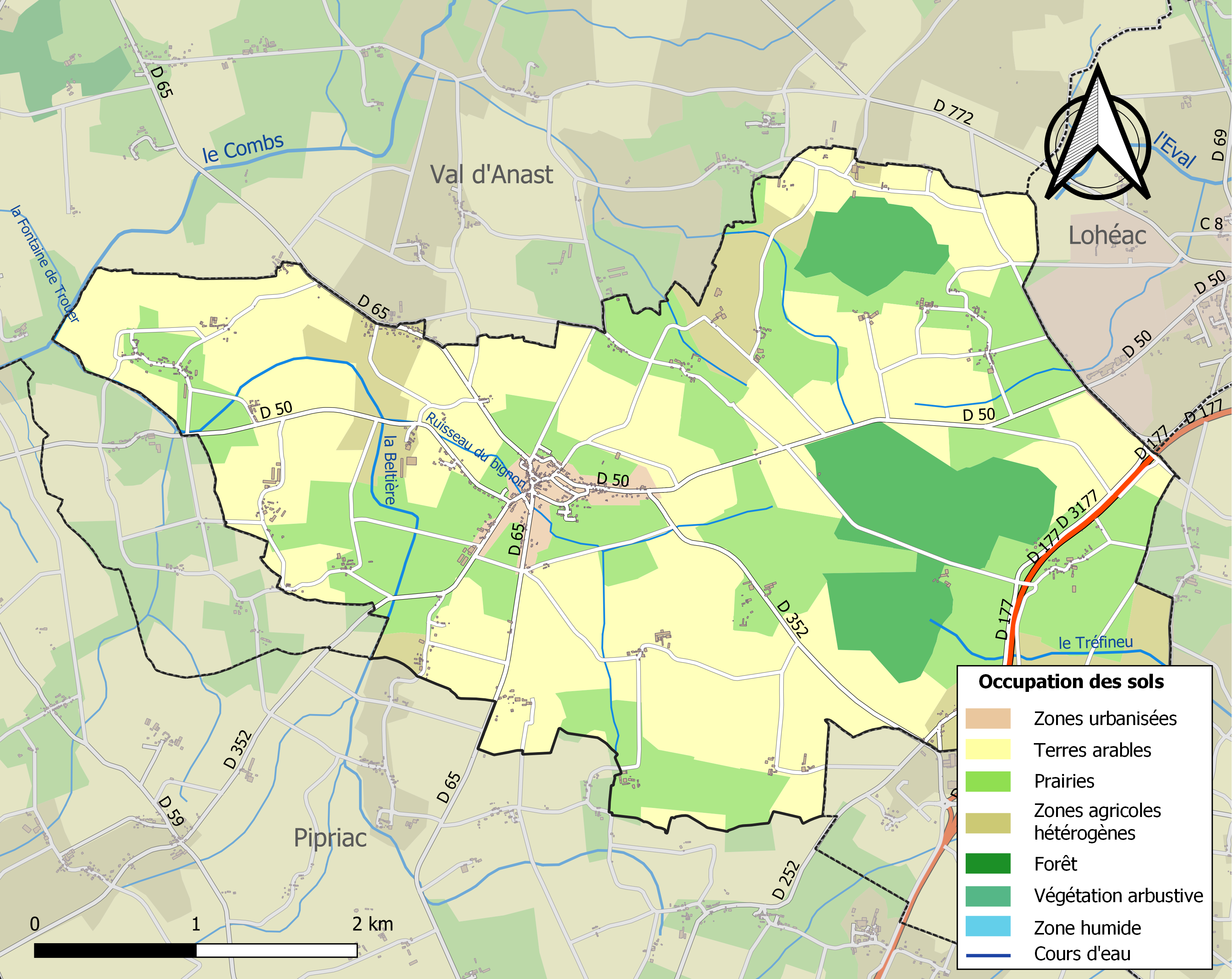
Carte des infrastructures et de l'occupation des sols de la commune en 2018 (CLC).

## Politique et administration

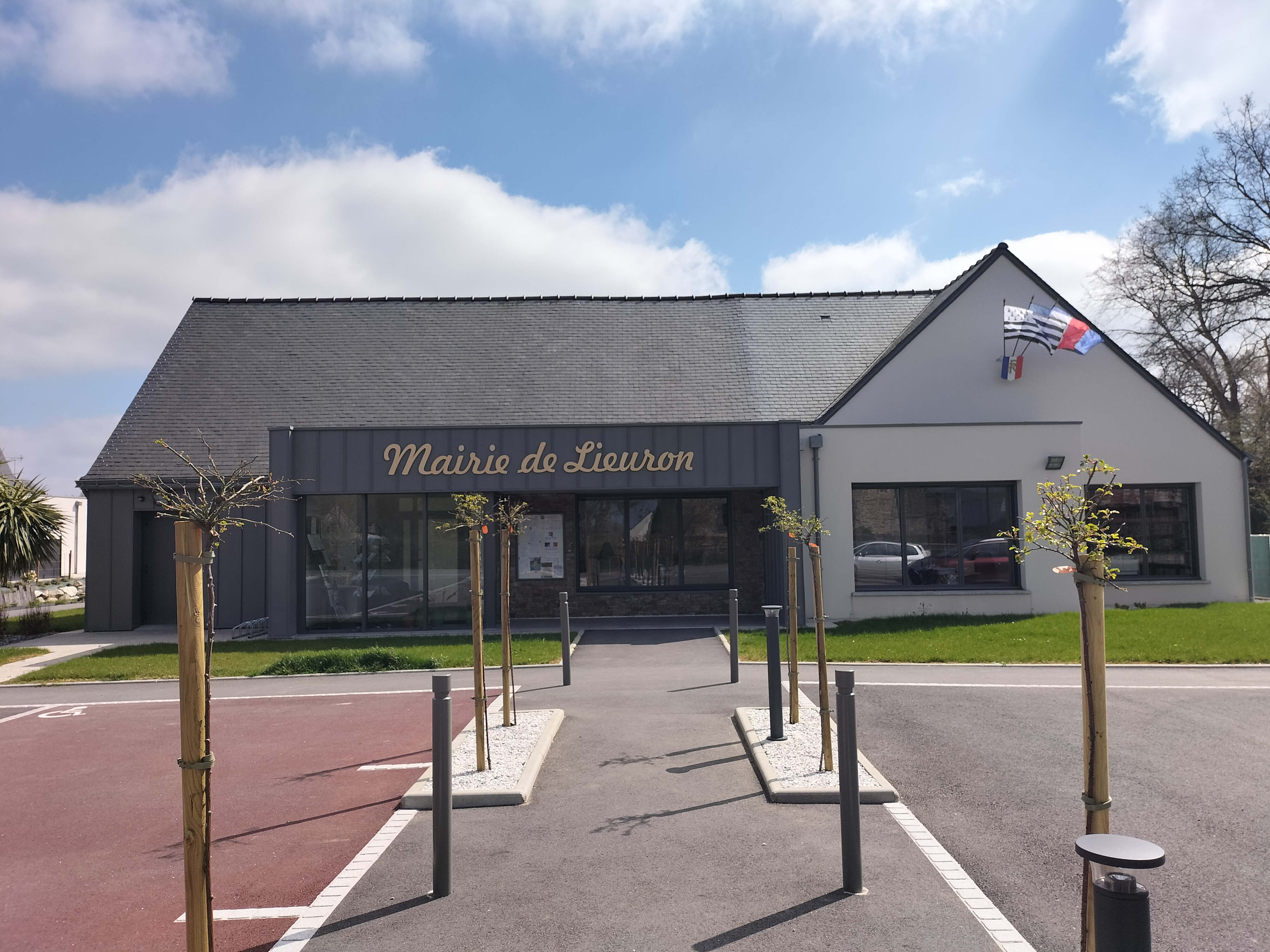
La mairie de Lieuron.

| Période                                  | Période      | Identité              | Étiquette | Qualité                                                |
| ---------------------------------------- | ------------ | --------------------- | --------- | ------------------------------------------------------ |
| 1876                                     | 1907         | François Jolivet      |           |                                                        |
| 1907                                     | 1935         | Jean-Baptiste Boulard |           |                                                        |
| 1935                                     | 1945         | Alexandre Daniel      |           |                                                        |
| 1945                                     | 1947         | Eugène Bouquay        |           |                                                        |
| 1947                                     | 1953         | Joseph Callot         | MRP       |                                                        |
| 13 mars 1959                             | 14 mars 1965 | Maurice Danaire       | -         | Boulanger                                              |
| 14 mars 1965                             | 17 août 1988 | Édouard Simon         | RI        | cultivateur - député d'Ille-et-Vilaine (1975-1978)     |
| septembre 1988                           | 12 mars 1989 | Constant Moison       | -         | -                                                      |
| 12 mars 1989                             | mars 2014    | Gilbert Amossé        | PS        | Agriculteur - président Pipriac Communauté (2001-2008) |
| mars 2014                                | Mars 2026    | Rose-Line Prévert     | DVG       | Assistante maternelle                                  |
| Les données manquantes sont à compléter. |              |                       |           |                                                        |

## Démographie
L'évolution du nombre d'habitants est connue à travers les recensements de la population effectués dans la commune depuis 1793. Pour les communes de moins de 10 000 habitants, une enquête de recensement portant sur toute la population est réalisée tous les cinq ans, les populations de référence des années intermédiaires étant quant à elles estimées par interpolation ou extrapolation. Pour la commune, le premier recensement exhaustif entrant dans le cadre du nouveau dispositif a été réalisé en 2006.

En 2022, la commune comptait 802 habitants, en évolution de +1,26 % par rapport à 2016 (Ille-et-Vilaine : +5,46 %, France hors Mayotte : +2,11 %).
| 1793 | 1800 | 1806 | 1821 | 1831 | 1836 | 1841 | 1846 | 1851 |
| ---- | ---- | ---- | ---- | ---- | ---- | ---- | ---- | ---- |
| 646  | 703  | 788  | 678  | 663  | 703  | 699  | 707  | 758  |

| 1856 | 1861 | 1866 | 1872 | 1876 | 1881 | 1886 | 1891 | 1896 |
| ---- | ---- | ---- | ---- | ---- | ---- | ---- | ---- | ---- |
| 750  | 787  | 778  | 812  | 733  | 746  | 771  | 821  | 831  |

| 1901 | 1906 | 1911  | 1921 | 1926 | 1931 | 1936 | 1946 | 1954 |
| ---- | ---- | ----- | ---- | ---- | ---- | ---- | ---- | ---- |
| 862  | 810  | 1 015 | 909  | 872  | 801  | 764  | 661  | 643  |

| 1962 | 1968 | 1975 | 1982 | 1990 | 1999 | 2006 | 2011 | 2016 |
| ---- | ---- | ---- | ---- | ---- | ---- | ---- | ---- | ---- |
| 608  | 555  | 561  | 526  | 505  | 560  | 644  | 759  | 792  |

| 2021 | 2022 | - | - | - | - | - | - | - |
| ---- | ---- | - | - | - | - | - | - | - |
| 794  | 802  | - | - | - | - | - | - | - |

### Répartition de la population par classes d'âge, 2015[29]
| Population par sexe et âge en 2015 |        |        |       |
|                                    | Hommes | Femmes | Total |
| Ensemble                           | 407    | 382    | 789   |
|                                    |        |        |       |
| 0 à 14 ans                         | 96     | 72     | 168   |
| 15 à 29 ans                        | 58     | 59     | 117   |
| 30 à 44 ans                        | 87     | 87     | 174   |
| 45 à 59 ans                        | 94     | 72     | 166   |
| 60 à 74 ans                        | 49     | 60     | 109   |
| 75 à 89 ans                        | 22     | 27     | 49    |
| 90 ans ou plus                     | 1      | 5      | 6     |
|                                    | 407    | 382    | 789   |
|                                    |        |        |       |
| 0 à 19 ans                         | 114    | 97     | 211   |
| 20 à 64 ans                        | 247    | 214    | 461   |
| 65 ans ou plus                     | 46     | 71     | 117   |
|                                    | 407    | 382    | 789   |

| Statut et condition d'emploi des 15 ans ou plus selon le sexe en 2015     |        |        |       |  |
|                                                                           | Hommes | Femmes | Total |  |
| Ensemble                                                                  | 198    | 167    | 365   |  |
|                                                                           |        |        |       |  |
| Salariés                                                                  | 156    | 147    | 303   |  |
| Titulaires de la fonction publique et contrats à durée indéterminée       | 136    | 131    | 267   |  |
| Contrats à durée déterminée                                               | 6      | 13     | 19    |  |
| Intérim                                                                   | 8      | 2      | 10    |  |
| Emplois aidés                                                             | 1      | 2      | 3     |  |
| Apprentissage - Stage                                                     | 5      | 0      | 5     |  |
|                                                                           |        |        |       |  |
| Non-Salariés                                                              | 42     | 20     | 62    |  |
| Indépendants                                                              | 24     | 11     | 35    |  |
| Employeurs                                                                | 18     | 9      | 27    |  |
| Aides familiaux                                                           | 0      | 0      | 0     |  |
| Source : Insee, RP2015 exploitation principale, géographie au 01/01/2017. |        |        |       |  |

## Lieux et monuments

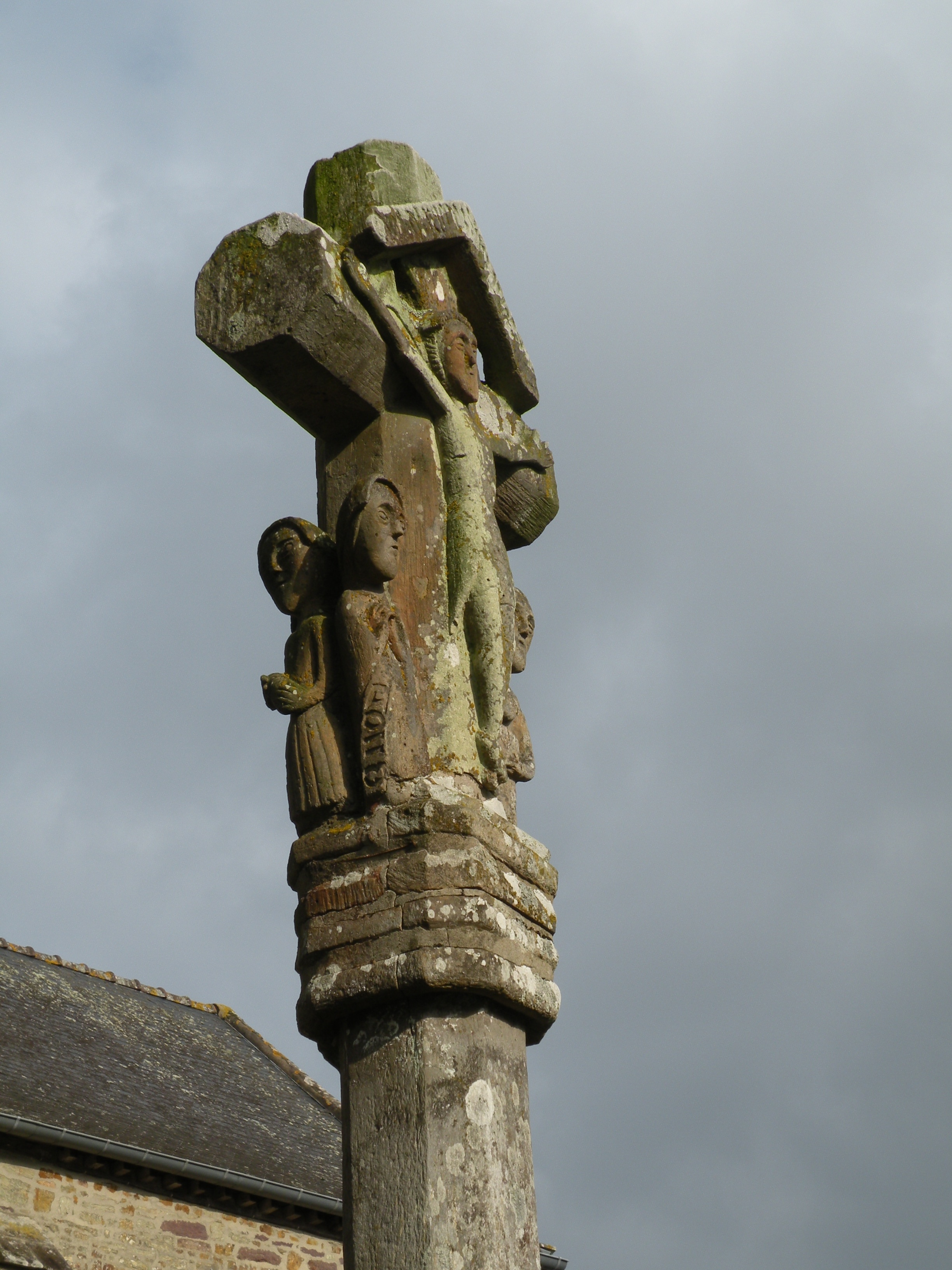
La croix du XVIe siècle.
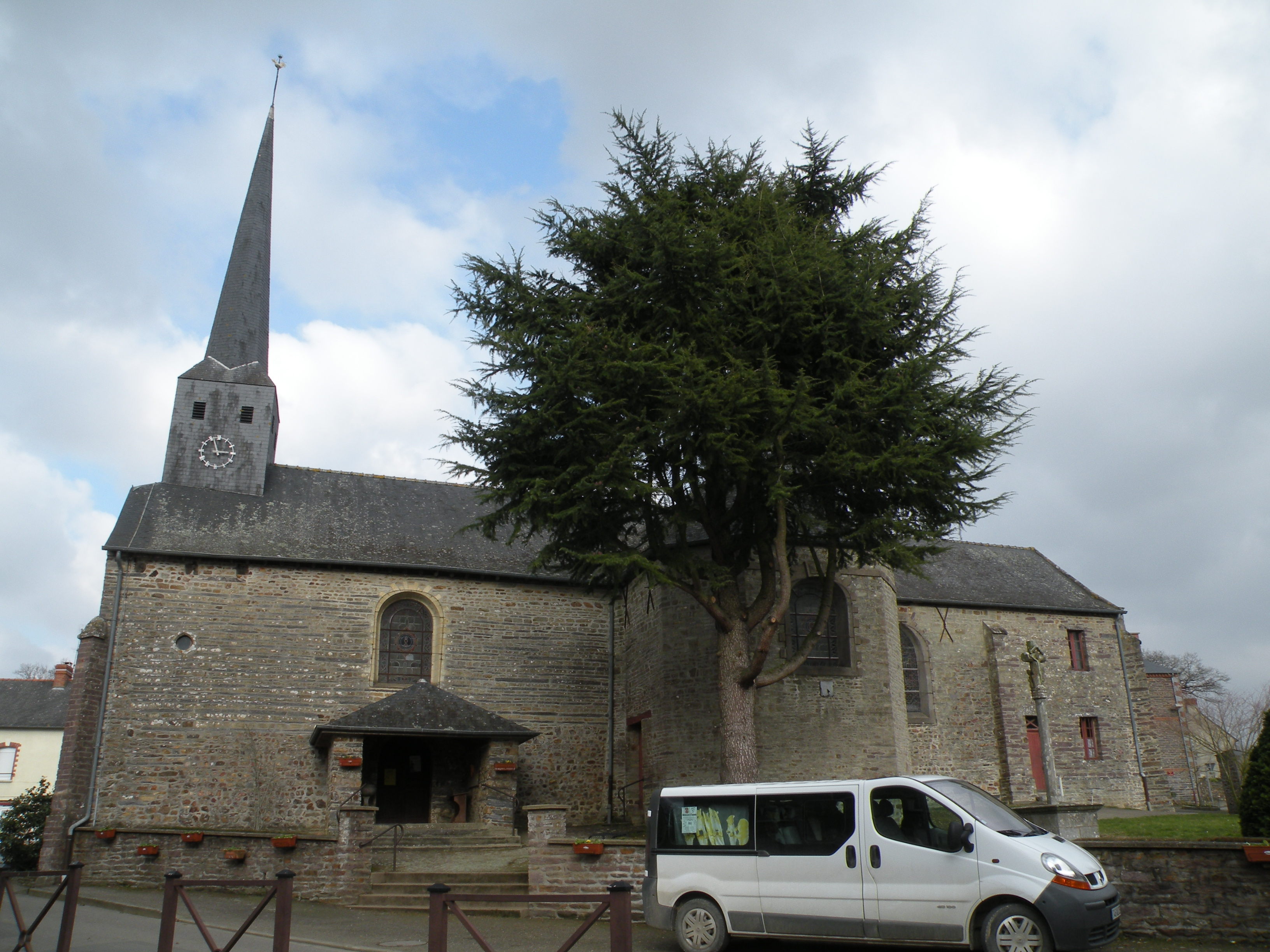
L'église Saint-Melaine.
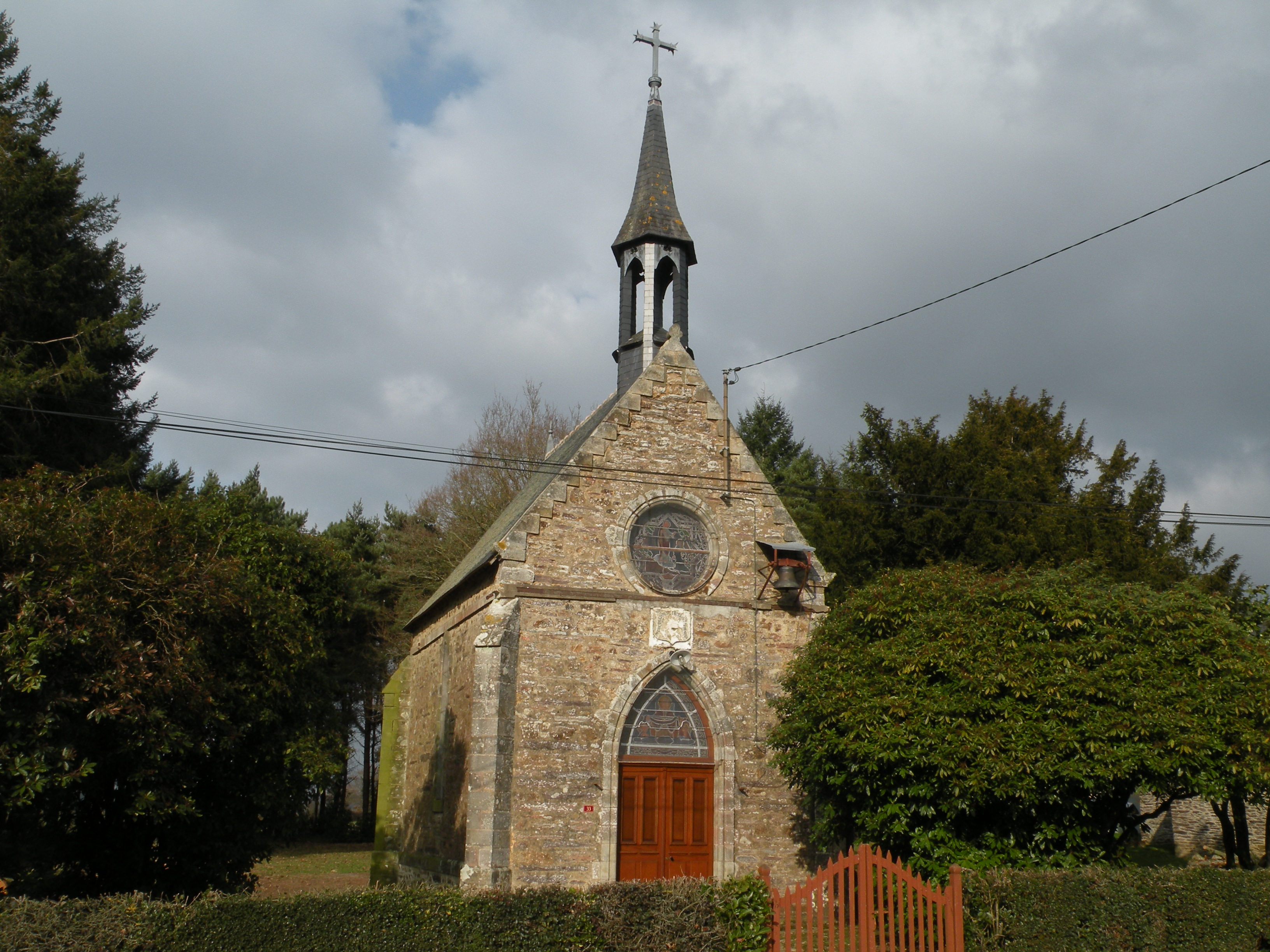
La chapelle Notre-Dame-des-Sept-Douleurs.

La commune abrite un monument historique :
- Croix de cimetière du XVIe siècle sur la place de l'Église. Ce calvaire en grès constitue un jalon important dans l'histoire de la culture médiévale bretonne. Il a été classé par arrêté du 28 janvier 1908[30].

Autres monuments :
- Chapelle Notre-Dame-des-Sept-Douleurs, lieu de pèlerinage édifié en 1884[31]. Elle est située à la sortie du bourg sur la route de Lohéac.
- Église paroissiale Saint-Melaine, datant en partie des XVIe, XVIIe et XVIIIe siècles. Elle a été restaurée autour de 1833[32].
- À trois kilomètres de Lohéac, on trouve la cité de l'automobile, connue pour son Rallycross le 1er week-end de septembre, mais aussi par son musée de l'Auto, le manoir de l'Automobile, situé à la frontière de la commune de Lieuron.

## Personnalités liées à la commune
- Édouard Simon, né le 2 novembre 1923 à Maure-de-Bretagne (Ille-et-Vilaine) et mort le 17 août 1988 à Lieuron, dont il a été maire durant 23 ans de 1965 à son décès ; il a été député de la quatrième circonscription d'Ille-et-Vilaine de 1975 à 1978.